# Praia do Forte (Florianópolis)
Pour les articles homonymes, voir Praia do Forte.

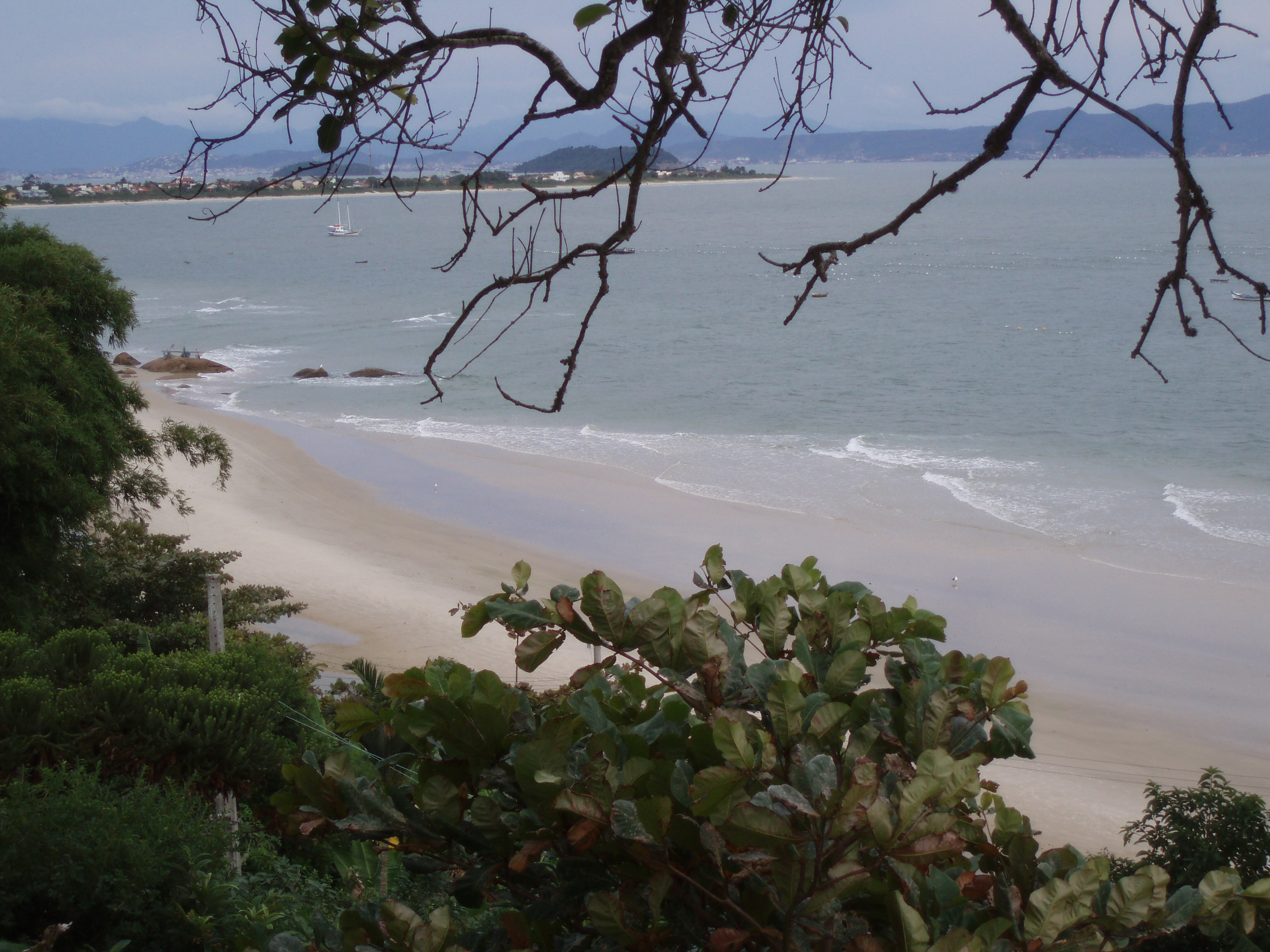
Vue d'une portion de la praia do Forte depuis la forteresse de São José da Ponta Grossa.

Praia do Forte (« plage du Fort », en français) est une plage de la municipalité de Florianópolis, au Brésil. 
Elle se situe au nord de l'île de Santa Catarina, entre les plages de Daniela et de Jurerê, dans le district de Canasvieiras, à environ 25 km du centre ville. 
Sur les hauteurs de la plage se trouve une forteresse, la forteresse de São José da Ponta Grossa. Cette forteresse, intégrée au  système global de défense de l'île de Santa Catarina mis au point à l'époque coloniale, fut abandonnée en 1935.